# Velibor Čolić
Velibor Čolić (Odžak, 13. lipnja 1964.), bosanskohercegovački pjesnik i romanopisac. 

## Životopis
Rođen je u Odžaku, ali i djetinjstvo i mladost provodi u Modriči. Započeo studije književnosti u Sarajevu. Krajem 1992. godine odlazi u izbjeglištvo u Francusku. U međuvremenu selio se više puta: Rennes, Strasbourg, Budimpešta, Pariz. Od 2004. godine piše i priloge o rock glazbi i jazzu za novine "Dernierès Nouvelles d´Alsace" u Strasbourgu.

## Književni rad
Prije rata u Bosni i Hercegovini (1992. – 1995.) objavljuje u mnogim časopisima za, tada, mlade pisce: "OKO" (Zagreb), "LICA" (Sarajevo), "Naši Dani" (Sarajevo), "POLJA" (Novi Sad), "QUORUM" (Zagreb), "POLET" (Zagreb), kao i dvije knjige: "Madrid, Granada ili bilo koji drugi grad"  (roman, Quorum, Zagreb, 1987). i "Odricanje svetog Petra"  (priče, Quorum, Zagreb, 199O). U izbjeglištvu u Francuskoj, bez prethodnog objavljivanja na maternjem jeziku, prevedena su mu na francuski (prevodilac: Mireille Robin) i objavljena sljedeća veoma zapažena i originalna djela:
- "Les Bosniaques" (Bosanci) (priče), Galilée, Paris 1993., džepna izdanja iste knjige 1994., 1996. i 2000.;
- "Chronique des oubliés" (Kronika zaboravljenih) (priče), La digitale, Quimperle, 1994. Džepno izdanje 1996.;
- "La vie fantasmagoriquement brève et étrange d'Amedeo Modigliani" (Sablasno čudan i kratak život Amadea Modiglianija) (roman); Le serpent a plumes, Paris, 1995. džepno izdanje 2005.;
- "Mother Funker" (roman),Le serpent a plumes, Paris, 2001.;
- "Les ténèbres denses de la mémoire" (Guste tame sjećanja), La Nuit Myrtide, Lille, 2002.;
- "Perdido" (roman), Le serpent a plumes, Paris, 2005;

Nakon punih 16 godina po prvi put ponovo objavljuje na maternjem jeziku. Roman "Kod Alberta" objavljuje 2006. god. u nakladi LJEVAK iz Zagreba, čiji je urednik Edo Popović.
Priče iz knjige "Les Bosniaques" adaptirane su mu za pozorište i izvođene u "XL Théâtre" (Purgos) u Bruxellesu, a roman o Modiglianiju je urađen na radiju "France Culture" kao radiodrama.
Knjiga "Les Bosniaques" je objavljena u cijelosti na talijanskom ("I Bosniaci", Zanzibar, Milano 1996.) i na turskom jeziku ("Bosnalilar", Yapi Kredi Yauinlari, Istanbul 1997.). Odlomci iz romana i priče iz njegovih knjiga su prevođene i na druge jezike. Na njemačkom su objavljene njegove priče u književnom časopisu "Lettre International" (prevodilac: Synke Thoss). Najavljeno je i objavljivanje romana "Kod Alberta" (Bei Alberto) u prijevodu Alide Bremer za 2007. godinu.

## Vanjske poveznice
- Biografija na stranici Partner+Propaganda  Arhivirana inačica izvorne stranice od 9. travnja 2008. (Wayback Machine) (njem.)
- Kritika Čolićeva romana "Kod Alberta"